# 香港性文化學會
香港性文化學會有限公司（英語：Hong Kong Sex Culture Society Limited）是香港基督教組織。

## 歷史

### 創立
2001年10月或12月，香港性文化學會正式成立，主席為香港浸會大學宗教及哲學系教授關啟文博士，其顧問團有新造的人協會創辦人康貴華、突破榮譽總幹事蔡元雲，神學院教授以及一眾牧師。不少創辦人在明光社也有參與。

### 活動
2002年，香港性文化學會發起簽名活動，反對《東周刊》登出女星艷照。次年跟明光社、香港浸信會聯會等團體一起創立維護家庭聯盟。同年出席立法會《2003年博彩稅（修訂）條例草案》委員會會議。2005年，它連同維護家庭聯盟和明光社一起遊說公眾，反對《性傾向歧視條例》立法。2006年，香港性文化學會發起支持通訊事務管理局就電視節目《同志．戀人》作出裁決的行動，並連同其他團體舉辦「千名學生向社會歪風SayNo！大會」和「貞潔校園開學禮」，以宣揚自身反對婚前性行為、賭博、報刊偷拍藝人更衣的立場。除此之外亦有舉辦講座及協辦繪畫比賽，宣揚「一夫一妻」價值和「兩性平等」。它在2006年-2007年期間為大專生舉辦調查，收集他們對婚前性行為的看法。2008年，其連同明光社等在報章上刊登聯署兩則廣告，表明自身反對立法禁止性傾向歧視，及支持異性單配偶制婚姻。
次年，它向無綫電視投訴《香港先生選舉》的內容「令參賽者淪為一個供女性觀賞及褻玩的對象……涉及對男性的歧視」。2012年8月10日，其跟維護家庭聯盟和明光社一起發表聯署聲明，要求立法會參選人就是否支持維護異性單配偶制婚姻表態。2013年6月，它跟後同盟一起遊行到政府總部，抗議政制及內地事務局的「消除歧視性小眾諮詢小組」沒有包含已脫離同性戀者。

## 立場主張
香港性文化學會表示自身使命為：「以基督教價值觀為依歸，關注有關家庭、兩性、社會的問題，服務社會，喚醒社會人士關注家庭價值，重建兩性平等關係，清除性別歧視。」其大多主張反映了福音派或基督教右派的觀點，儘管它否認自身為基督教右派組織。
黃慧貞對香港性文化學會、明光社、維護家庭聯盟三者的共同分析指，它們認為性的側重點在於對配偶及社會的責任，而非享樂。故其亦反對色情作品，指其過於重視個人享樂。它們亦相信只有一男一女在結婚後（即它們所認定的「傳統婚姻」），於有愛的情況底下只跟對方發生性關係才是自然正當的。婚外性行為則因損害此一目標而有害。至於同性婚姻，它們指其跟傳統家庭價值不符，因而反對之。它們雖支持性別平等，但卻認為平等的意思是男女「根據自然的性質」來從事日常活動。若非根據自然，則會損害社會利益。

## 外部連結
- 官方网站
- YouTube上的香港性文化學會頻道
- 香港性文化學會的Facebook專頁